# 埃里克·皮尔斯
埃里克·皮尔斯（英語：Eric Pearce，1931年10月29日—），澳大利亚男子曲棍球运动员。他曾代表澳大利亚参加1956年、1960年、1964年和1968年夏季奥林匹克运动会曲棍球比赛，获得一枚银牌和一枚铜牌。

## 家庭
兄弟梅尔维尔·皮尔斯、戈登·皮尔斯、朱利安·皮尔斯等。